# حشرات على طوابع

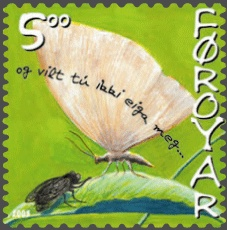

إن كل الدول تقريبًا قد قامت بنشر صور حشرات على طوابعها. علاوة على ذلك، فقد ظهرت موضوعات متعلقة بالحشرات مثل البرنامج الذي انتشر في ستينيات القرن الماضي، والمعني بالقضاء على البعوض (مكافحة الملاريا)، إلى جانب تصاميم رسومية تستند إلى الحشرات.

## وصلات خارجية
- Skap's Bug Stamps. Multi-imaged and very complete (to N)
- Insect Stamps (in easy French)
- Beetles on Stamps
- Japanese and English site easily navigated
- http://www.malariastamps.com - 5GB of images of malaria and mosquitoes on stamps and slogans from over 100 countries